# Bloomfield (Newfoundland en Labrador)
Bloomfield is een gemeentevrij dorp in de Canadese provincie Newfoundland en Labrador. Bloomfield ligt in het uiterste zuidwesten van het schiereiland Bonavista, aan de oostkust van het eiland Newfoundland.

## Geografie
Bloomfield bestaat voornamelijk uit relatief verspreide bebouwing langs een ruim 5 km lang tracé van provinciale route 233. In het noorden grenst het dorp aan de gemeente Musgravetown, net als Bloomfield een kustplaatsje langsheen Goose Bay. Dat is een lange, smalle zijarm van de Chandler Reach, hetwelk een zeegat is dat leidt naar de open wateren van de Bonavista Bay. De grens met Musgravetown is de enige plaats waar de bebouwing van Bloomfield een zekere concentratie kent.
De rest van de huizen ligt meer verspreid langsheen Route 233 en een tiental korte, naamloze zijstraatjes van die provincieweg. Die weg loopt ruim 5 km verder zuid- en zuidoostwaarts, langsheen de westkust van Goose Bay. Daar waar de weg het zuidelijkste punt van de baai bereikt en de Southwest Brook oversteekt, eindigt het grondgebied van Bloomfield.

## Demografie
Demografisch gezien is de designated place Bloomfield, net zoals de meeste afgelegen dorpen op Newfoundland, aan het krimpen. Tussen 1991 en 2021 daalde de bevolkingsomvang van 650 naar 431. Dat komt neer op een daling van 219 inwoners (-33,7%) in dertig jaar tijd.
| Demografische ontwikkeling van Bloomfield tussen 1991 en 2021   |
| --------------------------------------------------------------- |
|                                                                 |
| Bron: Statistics Canada (1991–1996, 2001–2006, 2011–2016, 2021) |